# Søren Bobach

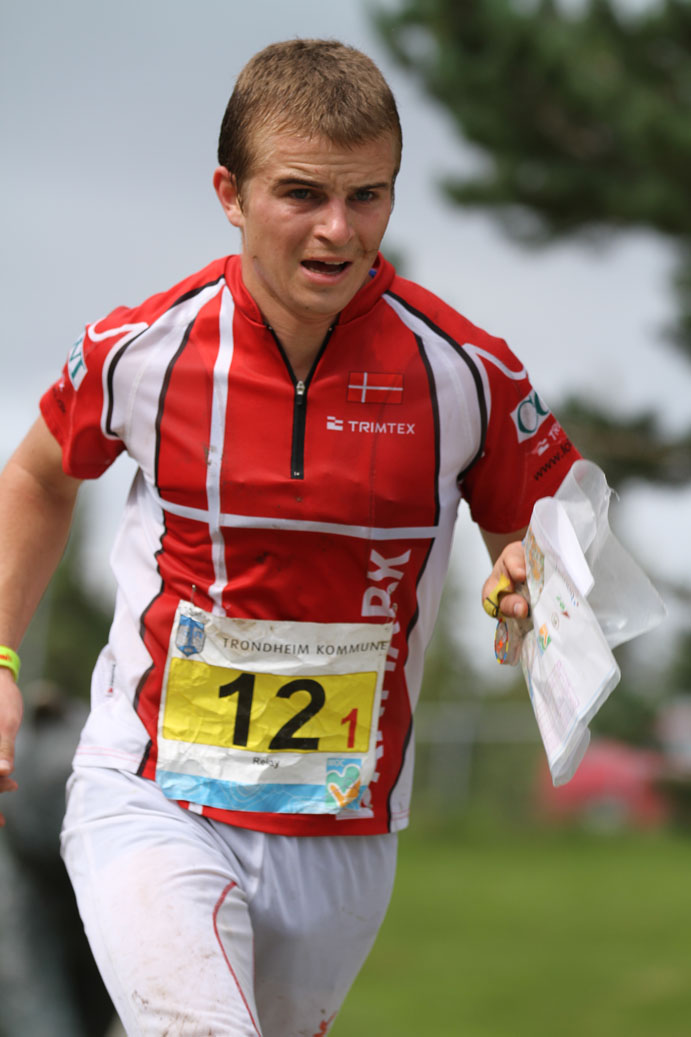
Søren Bobach, 2010

Søren Bobach (* 25. April 1989 in Silkeborg) ist ein dänischer Orientierungsläufer. 2014 wurde er Weltmeister im Sprint.

## Laufbahn
Bobach wurde 2006 als 17-Jähriger völlig überraschend Junioren-Weltmeister auf der Mitteldistanz. 2008 und 2009 folgten insgesamt drei Bronzemedaillen und eine Silbermedaille bei Junioren-Weltmeisterschaften. 2010 feierte er sein EM- und WM-Debüt bei den Aktiven. Eine erste Top-Ten-Platzierung in diesem Bereich gelang ihm bei den Weltmeisterschaften 2012 in Lausanne als Neunter im Sprint und Sechster in der Staffel. 2014 in Italien gewann er Weltmeisterschaftsgold im Sprint vor dem Schweizer Daniel Hubmann und Tue Lassen aus Dänemark. Im neueingeführten Mixedstaffel-Wettbewerb erlief er mit Emma Klingenberg, Tue Lassen und Maja Møller Alm.
Er startet für die Vereine OK Pan Århus (Dänemark) und Halden SK (Norwegen). Mit Halden gewann er 2011 bei der Jukola- und 2012 bei der Tiomila-Staffel. Seine jüngere Schwester Ida Bobach ist als Orientierungsläuferin ebenfalls international erfolgreich.

## Platzierungen
| Weltmeisterschaften    | Sprint | Mittel | Lang | Staffel | Mixed |
| ---------------------- | ------ | ------ | ---- | ------- | ----- |
| 2010 Trondheim         | 24.    | 25.    |      | 12.     |       |
| 2012 Lausanne          | 9.     | dsq.   |      | 6.      |       |
| 2014 Trentino/Venetien | 1.     |        |      |         | 2.    |

| Europameisterschaften | Sprint | Mittel | Lang | Staffel |
| --------------------- | ------ | ------ | ---- | ------- |
| 2010 Primorsko        | 28.    | 45.    |      |         |
| 2012 Falun            |        | 38.    |      | 13.     |
| 2014 Palmela          | 14.    | 45.    |      | 8.      |

| DM   | Sprint | Mittel | Lang | Ultra | Nacht | Staffel |
| ---- | ------ | ------ | ---- | ----- | ----- | ------- |
| 2011 |        |        |      |       | 1.    |         |
| 2012 | 4.     | 1.     |      | 1.    |       |         |
| 2013 |        |        |      |       |       | 1.      |
| 2014 | 1.     |        |      |       |       |         |

| Gesamt-Weltcup | Gesamt-Weltcup |
| -------------- | -------------- |
| 2009           | 54.            |
| 2010           | 60.            |
| 2011           | 52.            |
| 2012           | 52.            |
| 2013           | 124.           |

| Junioren-WM       | Sprint | Mittel | Lang | Staffel |
| ----------------- | ------ | ------ | ---- | ------- |
| 2006 Druskininkai | 9.     | 1.     | 14.  |         |
| 2007 Dubbo        | 13.    | 18.    | 7.   | 11.     |
| 2008 Göteborg     | 3.     | 3.     | 7.   | 6.      |
| 2009 San Martino  | 5.     | 5.     | 2.   | 3.      |